# 璃娃
璃娃（れいあい、11月19日 - ）は、中国北京出身のタレント、女優。

## 歴・人物
- 2001年、日本へ留学のため来日。
- パナソニックのCMの撮影現場通訳をしていた。
- 2008年、莉娃から璃娃に改名。

## 出演

### テレビ
- トイメン〜ご相席よろしいですか?〜（フジテレビ）
- ジャガイモン（テレ朝チャンネル）
- 恋するビリボー&コスプレ大作戦!（MONDO21）
- 浜ちゃんと!（読売テレビ）
- 大人の自由時間（BS11）
- 星尚 日本（中国上海ヤングチャンネル） - リポーター
- ゴールデンスロット ※「莉娃」でレギュラー出演。

### イベント
- 『エアベンター』試写会　MC
- OCEAN PACIFIC(OP)×CABLO RECEPTION PARTY Swimwear Fashon showショーモデル

### 舞台
- あ・うん♡グループ公演2024 第9回公演 美しすぎる時代劇 ファンタジーシリーズ 大正ロマネスク「セブンスヒーロー」（2024年5月、博品館劇場、さとうしょう演出、大竹一重主演）[1]
- 劇団ドガドガプラス第20回記念公演「浅草紅團・改」（2015年8月21日-31日、浅草東洋館、望月六郎脚・演）
- マクベス上演~ 夢のつづき~（2015年3月、東池袋あうるすぽっと、安井ひろみ演出、森治美脚本、藤田佳子主演）
- 劇団ドガドガプラス第19回記念公演「戯作 ~焼け跡闇市純情編~肉体だもん」（2015年2月、浅草東洋館、望月六郎脚・演）
- 緋色のくちづけ~ 吸血悲恋乃徒花~（2014年10月、伝承ホール、安井ひろみ演出、磯村みどり主演）
- 劇団ドガドガプラス第18回記念公演「情熱大陸編 赤と黒 RED＆BLACK」（2014年8月、浅草東洋館、望月六郎脚・演）
- 劇団ドガドガプラス第17回記念公演「浅草ロミオとジュリエッタ」（2014年2月、浅草東洋館、望月六郎脚・演）
- 恋する乙女 ~花の浅草人情噺~（2013年10月、伝承ホール、安井ひろみ演出  磯村みどり主演）
- 天才劇団バカバッカ「トラベラー」（2012年12月、シアターグリーンBIG Tree、桐野翼演出、木村昴主演）
- あ・うん♡ぐるーぷ 謎解きファンタジー「王の逆襲」（2025年6月〈予定〉、博品館劇場、さとうしょう脚・演）[2]

### その他
- Panasonic寝具プロモーションビデオ(中国語) ナレーション
- 上善如水プロモーションビデオ 日本酒バージョン(中国語)ナレーション
- 上善如水プロモーションビデオ 化粧品バージョン(中国語)ナレーション
- 「TV Bros」2009年10月 アイドルたちの人生対談
- スカパー！パチンコパチスロテレビ 2009-2010年イメージガール
- RED WOOD GRILL 2008年イメージモデル
- 三菱RAYONプロモーションビデオ(中国)   2008年
- 「毎日新聞 PR版」2007年4月2日「PiTaPa」イメージモデル
- 「スポニチ」 2007年3月15日「華麗なる1ページ」璃娃独占インタビュー